# Замок Сандал
Замок Сандал (англ. Sandal Castle) — разрушенный средневековый замок в пригороде города Уэйкфилд в Западном Йоркшире, Англия. Располагается неподалёку от места битвы при Уэйкфилде, проходившей 30 декабря 1460 года, в которой был убит Ричард Плантагенет, 3-й герцог Йоркский.

## История

### Варенны
Вильгельм де Варенн, 2-й граф Суррей, построил замок Сандал из дерева в 1107 году. Третий граф Суррей мало проводил времени в этом замке, что связано с его присоединением ко Второму крестовому походу. У него была одна дочь, Изабель де Варенн, которая вышла замуж за Вильгельма де Блуа, сына короля Стефана, который стал четвёртым графом. Он умер в 1159 году, не имея детей. Изабель, став вдовой, впоследствии вышла замуж за Гамелина, пятого графа. Считается, что Гамелин занимался заменой деревянных укреплений в замке каменными.
Уильям де Варенн, 5-й граф Суррей, сын Гамелина Анжуйского, женился на Маршалл Мод в 1225 году. Он был верен своему двоюродному брату, королю Иоанну а также является одним из четырёх дворян, чье имя фигурирует в Великой хартии вольностей. После смерти Уильяма, 27 мая 1240 года в Лондоне, Мод де Варенн, не распоряжалась замком Сандал с 1240 года. Однако, в 1252 году передала его её сыну Джону. Джон женился на Алисе де Лузиньян в 1247 году. В 1296 году Эдуард I назначил 6-го графа командующим в Шотландии, а в 1298 году Джону и его королю удалось принести поражение шотландским воинам в Битве при Фолкерке.
Джон де Варенн был убит на турнире в Кройдоне. Его сын Джон де Варенн, 7-й граф Суррей, родился в год его смерти. В 1306 году Джон женился на внучке Эдуарда I Джоанне Барско. Джон скончался в 1347 году, оставив двух сыновей, Джона и Томаса,ставших Мальтийскими рыцарями.
Замок Сандал был не единственным замком, которым владел род Варенн. К примеру, род Варенн имел замки в графствах Суссекс, Суррей, Норфолк и Йоркшир.

### Йоркские герцоги
В 1347 году английский король Эдуард III подарил замок Санда своему пятому сыну, Эдмунду Лэнгли, которому на тот момент было шесть лет. В дальнейшем этот замок унаследовал его сын, Эдвард, который умер в битве при Азенкуре в 1415 году. После его смерти, замок перешёл во владение Ричарда Плантагенета.

### Битва при Уэйкфилде
В начале 1460 года, во время Войны Алой и Белой розы, Ричард Плантагенет решил взойти на престол. Акт согласия, принятый в октябре 1460 года, признал его наследником престола и назвал его Защитником Царства. В декабре того же года, Ричард отправился в замок Сандал, чтобы укрепить свою позицию и противостоять нападениям вражеских воинов. У него была армия от 3000 до 8000 человек, но 30 декабря во время битве при Уэйкфилде, он потерпел сокрушительное поражение. Ричард и его младший сын Эдмунд были убиты.

### Английская гражданская война
Во время Английской Гражданской войны, замок Сандал принадлежал Кавалерам. Замок находился в запущенном, полуразбитом состоянии из-за предыдущих событий. В 1645 замок Сандал был трижды осажден.
К концу действий Английской революции замок Сандал был разрушен. Спустя год, парламент Англии подтвердил эту информацию.